# 香雪駅
香雪駅（こうせつえき、中文表記: 香雪站）は、中華人民共和国広東省広州市黄埔区に位置する広州地下鉄6号線の駅である。
本項目では、近接する広州有軌電車の停留場である地下鉄香雪駅（ちかてつこうせつえき、中文表記: 地铁香雪站）についても説明する。

## 歴史
- 2016年12月28日: 6号線の駅として開業[1]。
- 2020年12月28日：黄埔有軌電車1号線の地下鉄香雪駅が開業[2]。
- 2025年6月20日：黄埔有軌電車2号線が開業[3]。

## 駅構造

### 広州地下鉄
島式ホーム1面2線を有する地下駅。

### のりば
| 番線 | 路線    | 行先       |
| ---- | ------- | ---------- |
| 1    | ■ 6号線 | 降車ホーム |
| 2    | ■ 6号線 | 潯峰崗方面 |

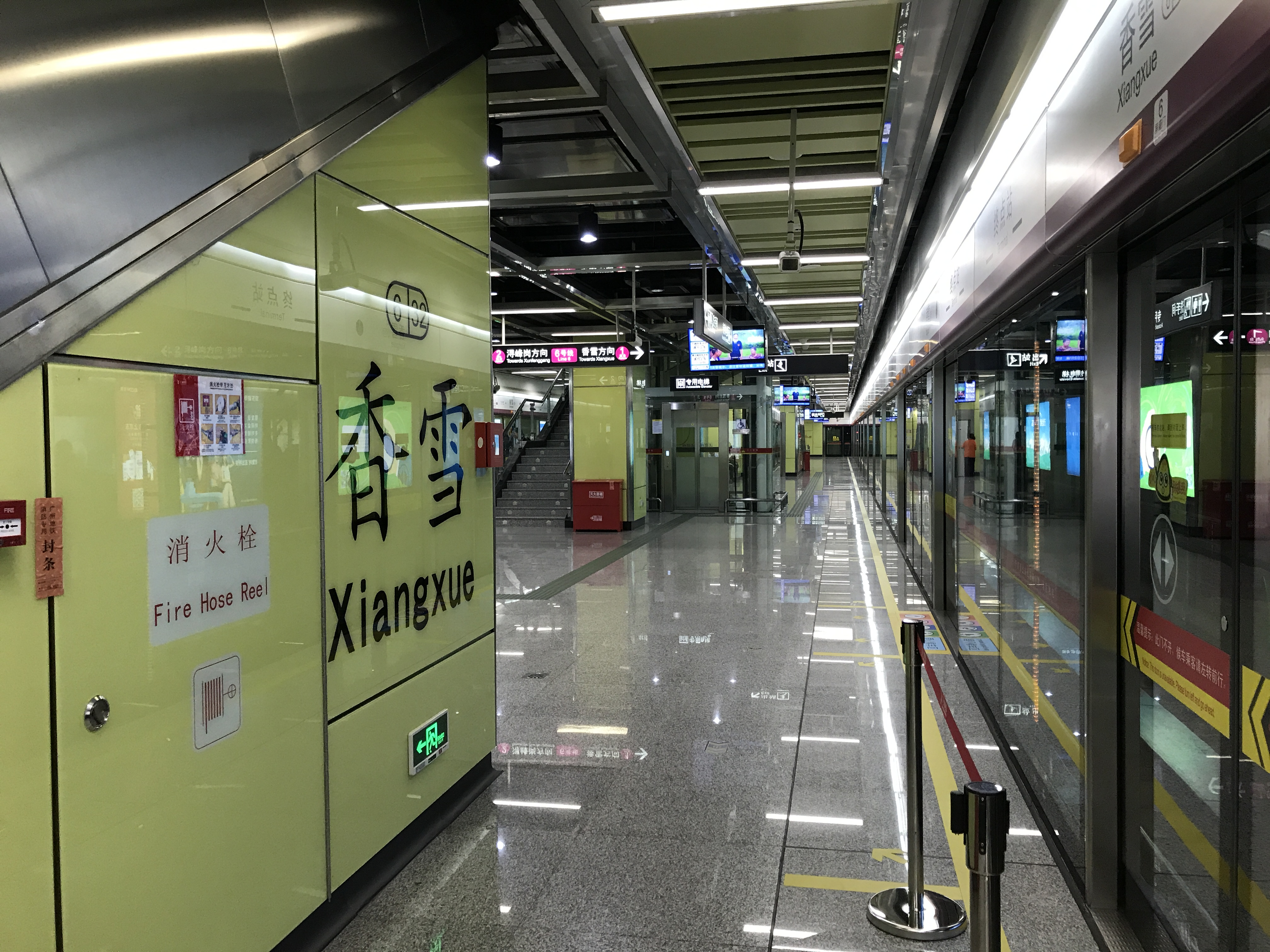
ホーム
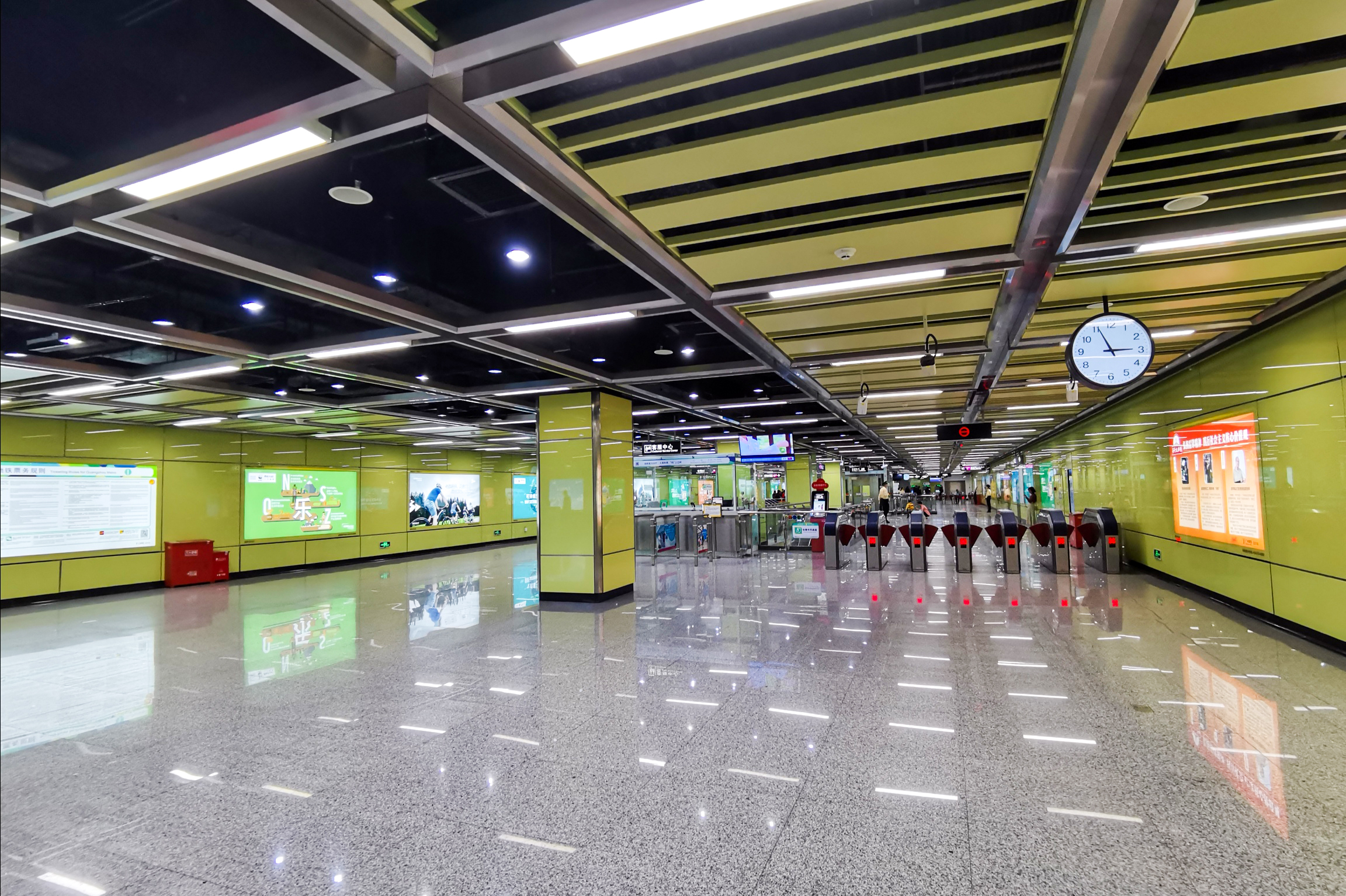
コンコース

### 黄埔有軌電車
島式ホーム1面2線を有する地上駅。

#### のりば
| 乗車ホーム | 路線            | 行先           |
| ---------- | --------------- | -------------- |
| 西側       | ■ 黄埔有軌1号線 | 新豊路方面     |
| 東側       | ■ 黄埔有軌2号線 | 開源大道東方面 |

## 隣の駅
広州地下鉄
■ 6号線
蘿崗駅 631 - 香雪駅 632
広州有軌電車
■ 黄埔有軌1号線
地下鉄香雪駅 THP101 - 区少年宮（蘿崗）駅 THP102
■ 黄埔有軌2号線
地下鉄香雪駅 THP201 - 黄埔図書館駅 THP202